# Maurice Blanchet
Maurice Blanchet (1890 - 1953) was een succesvol Frans parfumeur. 
Een bekend door hem "gecomponeerd" parfum was Dans La Nuit dat hij in 1924 voor het modehuis  Worth maakte. De parfum werd verpakt in een fles van René Lalique.  Later werden Vers le Jour, Sans Adieu, Je Reviens en Vers Toi aan de collectie toegevoegd. Het parfum Sans Adieu wordt al 80 jaar verkocht en heeft het modehuis Worth overleefd.